# Gravitate
Gravitatea este forța prin care se manifestă câmpul gravitațional terestru. Ea include, pe lângă forța gravitației, și alte forțe care se fac simțite pe Pământ (cum este forță centrifugă rezultată din rotație).
Pentru exprimarea valorii gravității este folosită unitatea de măsură gal: 1 gal = 1 cm/s²

## Vezi și
- Accelerație gravitațională
- Gravimetrie
- Greutate